# Trent Edwards
(en) Statistiques sur pro-football-reference
Trent Edwards, né le 30 octobre 1983 à Los Gatos (Californie), est un joueur américain de football américain évoluant au poste de quarterback.
Étudiant à l'université Stanford, il joua pour les Stanford Cardinal.
Il fut drafté en 2007 à la 92e place (troisième tour) par les Bills de Buffalo.
Il passe ensuite aux Jaguars de Jacksonville aux Raiders d'Oakland aux Eagles de Philadelphie aux Bears de Chicago et chez les Raiders d'Oakland.